# Стажини (Лодзинське воєводство)
Стажини (пол. Starzyny) — село в Польщі, у гміні Вартковиці Поддембицького повіту Лодзинського воєводства.
Населення — 55 осіб (2011).
У 1975-1998 роках село належало до Серадзького воєводства.

## Демографія
Демографічна структура станом на 31 березня 2011 року:
|          | Загалом | Допрацездатний вік | Працездатний вік | Постпрацездатний вік |
| -------- | ------- | ------------------ | ---------------- | -------------------- |
| Чоловіки | 23      | 4                  | 17               | 2                    |
| Жінки    | 32      | 12                 | 14               | 6                    |
| Разом    | 55      | 16                 | 31               | 8                    |